# Aston Villa Football Club 2017-2018
Questa pagina raccoglie i dati riguardanti l'Aston Villa Football Club nelle competizioni ufficiali della stagione 2017-2018.

## Maglie e sponsor
Sponsor tecnico Under Armour
| Manica sinistra · Maglietta · Maglietta · Manica destra · Pantaloncini · Pantaloncini · Calzettoni | Manica sinistra · Maglietta · Maglietta · Manica destra · Pantaloncini · Pantaloncini · Calzettoni · Calzettoni | Manica sinistra · Manica sinistra · Maglietta · Maglietta · Manica destra · Manica destra · Pantaloncini · Pantaloncini · Calzettoni |

## Rosa 2017-2018
| N. |                        | Ruolo | Calciatore               |
| -- | ---------------------- | ----- | ------------------------ |
| 1  | Norvegia (bandiera)    | P     | Ørjan Nyland             |
| 3  | Galles (bandiera)      | D     | Neil Taylor              |
| 4  | Inghilterra (bandiera) | D     | Axel Tuanzebe            |
| 5  | Galles (bandiera)      | D     | James Chester (capitano) |
| 6  | Irlanda (bandiera)     | C     | Glenn Whelan             |
| 7  | Scozia (bandiera)      | C     | John McGinn              |
| 8  | Inghilterra (bandiera) | C     | Henri Lansbury           |
| 9  | Irlanda (bandiera)     | A     | Scott Hogan              |
| 10 | Inghilterra (bandiera) | C     | Jack Grealish            |
| 11 | Inghilterra (bandiera) | C     | Yannick Bolasie          |
| 14 | Irlanda (bandiera)     | C     | Conor Hourihane          |
| 15 | Australia (bandiera)   | C     | Mile Jedinak             |
| 16 | Inghilterra (bandiera) | D     | James Bree               |

| N. |                           | Ruolo | Calciatore             |
| -- | ------------------------- | ----- | ---------------------- |
| 17 | Inghilterra (bandiera)    | A     | Keinan Davis           |
| 18 | Inghilterra (bandiera)    | A     | Tammy Abraham          |
| 20 | Islanda (bandiera)        | C     | Birkir Bjarnason       |
| 21 | Scozia (bandiera)         | D     | Alan Hutton            |
| 22 | Costa d'Avorio (bandiera) | A     | Jonathan Kodjia        |
| 23 | Portogallo (bandiera)     | P     | André Moreira          |
| 26 | Inghilterra (bandiera)    | D     | John Terry             |
| 27 | Egitto (bandiera)         | C     | Ahmed Elmohamady       |
| 29 | Inghilterra (bandiera)    | A     | Rushian Hepburn-Murphy |
| 31 | Inghilterra (bandiera)    | P     | Mark Bunn              |
| 34 | Irlanda (bandiera)        | C     | Jake Doyle-Hayes       |
| 37 | Ghana (bandiera)          | C     | Albert Adomah          |
|    | Inghilterra (bandiera)    | D     | Micah Richards         |